# Travis Barker
Pour les articles homonymes, voir Barker.
Travis Landon Barker, né le 14 novembre 1975, est un batteur américain, principalement connu pour être membre des groupes Blink-182 et +44. En parallèle à ces principaux projets, il a également joué dans d'autres groupes tels que Box Car Racer, Transplants, Expensive Taste, et The Aquabats.
Il acquit sa popularité grâce à son style de jeu rapide et très énergique sur scène, mais aussi à son allure, caractérisée par une crête iroquoise et de multiples tatouages. Depuis quelques années, profitant de son succès et d'un intérêt musical toujours plus hétéroclite, il a l'occasion de participer, comme producteur ou simple invité, à divers projets musicaux aux styles variés (hip-hop, punk rock, rock alternatif, rap, pop et même musique country).

## Biographie

### Jeunesse et début (1975-1998)
Travis Barker est né à Fontana, en Californie. Il reçut de sa mère sa première batterie alors qu'il n'était âgé que de quatre ans. L'année suivante, il commença ses premières leçons de batterie avec un professeur de jazz qui l'initia à une multitude de styles musicaux.
Tragiquement, sa mère décéda la veille de son entrée au lycée de Fontana. Après sa mort, Travis devint beaucoup plus assidu et sérieux dans son apprentissage. C'est ainsi que dès sa deuxième année, il participe à la fanfare (marching band) de son université. Puis les années suivantes, il participe à de nombreux concours et festivals locaux. Durant sa dernière année à l'université, Travis commence ses premiers concerts avec un groupe de rock débutant. En 1993, après l'obtention de son diplôme universitaire, il continue son apprentissage et acquiert une grande expérience au sein de divers groupes parmi lesquels Feeble, The Suicide Machines, et The Aquabats.
Ses influences sont nombreuses et variées (de Run-D.M.C. à King Diamond en passant par The Clash). Durant une  interview, il affirma par ailleurs que ses batteurs favoris sont Stewart Copeland, Tommy Lee, Ringo Starr et Keith Moon.

### La reconnaissance avec Blink 182, première collaboration (1998-2005)

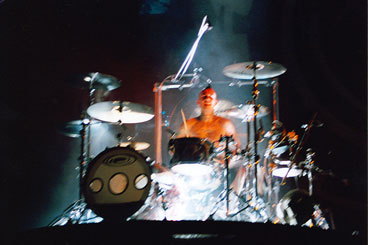
Travis Barker à la batterie lors d'un concert à San Diego, Californie.

En 1998, alors en tournée avec le groupe The Aquabats, il est découvert par les membres du groupe Blink-182 qui recherchaient un batteur en remplacement du leur, Scott Raynor. Doué de rares qualités d'apprentissage, il réussit rapidement à s'intégrer au sein du groupe et participe très vite aux premiers concerts.
Il enregistre pour la première fois avec Blink 182 en 1999 sur l'album Enema of the State. L'album fera les meilleures ventes de toute l'histoire du groupe avec des succès comme What's My Age Again?, All the Small Things et Adam's Song qui sont diffusées à la radio et à MTV ; Travis, Tom Delonge et Mark Hoppus accèdent au rang de célébrités. Le groupe fait une apparition dans le film American Pie, et bien que Travis apparaisse dans le film, son nom est confondu avec celui de Scott Raynor au générique.
Après la sortie de l'album live The Mark, Tom, and Travis Show: The Enema Strikes Back, le groupe continue sur la vague de son succès et enregistre l'album Take Off Your Pants and Jacket en 2001. L'album se vend à près de 300 000 copies la première semaine de sa sortie. Le groupe enchaine ensuite avec une tournée européenne, puis la tournée Pop Disaster Tour avec Green Day à travers les États-Unis.
En juin 2002, il commence le projet Box Car Racer en compagnie de Tom Delonge. Le projet aboutit à la réalisation d'un album éponyme aux sonorités plus douces et sombres que celles du groupe Blink-182.
Fin 2002, il forme avec Tim Armstrong du groupe Rancid et Rob Aston le groupe Transplants, aux sonorités totalement différentes de Blink-182 ou de Box Car Racer avec un mélange de garage rock, de ska et de hip-hop. L'album Transplants sort en octobre 2002 sur le label Hellcat Records de Tim Armstrong.
Début 2003, Blink-182 se remet au travail pour enregistrer l'album éponyme Blink 182 en novembre 2003. Le groupe délaisse alors l'habituel son punk rock pour un son plus travaillé. Il comporte aussi un duo avec Robert Smith de The Cure.

### Séparation de Blink 182, +44, collaborations (2005-2008)
Après la séparation de Blink-182 en 2005, Barker et Mark Hoppus sont à l'initiative du groupe +44.
Pour compléter le groupe, ils s'associent avec l'ancienne chanteuse et guitariste du groupe Get the girl, Carol Heller. Cette dernière doit prématurément quitter le groupe pour des raisons familiales. Pour la remplacer, Hoppus et Barker choisissent les guitaristes Craig Fairbaugh (The Transplants, Lars Frederiksen and the Bastards, Mercy Killers) et Shane Gallagher (The Nervous Return).
Pour le premier album du groupe, Barker décide de prendre personnellement la charge des mélodies de piano, activité qu'il avait à cœur depuis longtemps.
Durant la réalisation du clip du premier single extrait du premier album, When Your Heart Stops Beating, Travis joue sans se rendre compte d'une fracture à son bras droit. Il continue à jouer durant toute la tournée en Europe malgré sa fracture et des douleurs importantes. Ce n'est que de retour à Los Angeles qu'il apprend la gravité de sa blessure et doit laisser sa place,. Son ami Gil Sharone, du groupe Stolen Babies, le remplace à la batterie pour la fin de la tournée et notamment pour la tournée australienne, tournée qu'il avait dû annuler trois ans plus tôt avec le groupe Blink-182 pour une fracture au pied.
Par ailleurs, en mars 2007, Travis Barker collabore avec Avril Lavigne sur les chansons Alone (incluse dans le single Girlfriend), ainsi que The Best Damn Thing, Runaway et I Don't Have To Try (figurant dans l'album The Best Damn Thing).
De plus, il participe à l'album Trill du rappeur Bun B, ainsi qu'au remix des chansons Can I Have It like Tha de Pharrell, Throw Some D's de Rich Boy et Pump It des Black Eyed Peas.
En 2007 il forme avec Rob Aston et le rappeur Paul Wall le groupe Expensive Taste ; ensemble ils sortent une démo de 15 titres disponible sur internet.
Durant l'année 2008, Travis s'associe avec DJ Am pour faire différentes représentations mélangeant batterie et mixage ; ils enregistrent une série de morceaux qui sont téléchargeables sur internet.
Barker met en ligne sur iTunes plusieurs remix à la batterie dont Low de Flo Rida, Don't Touch Me de Busta Rhymes, Jockin de Jay-Z, et Let's Get Gigh de Warren G.
Enfin, il participe à la chanson Dope Boys sur l'album de The Game et 3 AM sur le nouvel album d'Eminem.

### L'accident et retour avec Blink 182 (2009-présent)

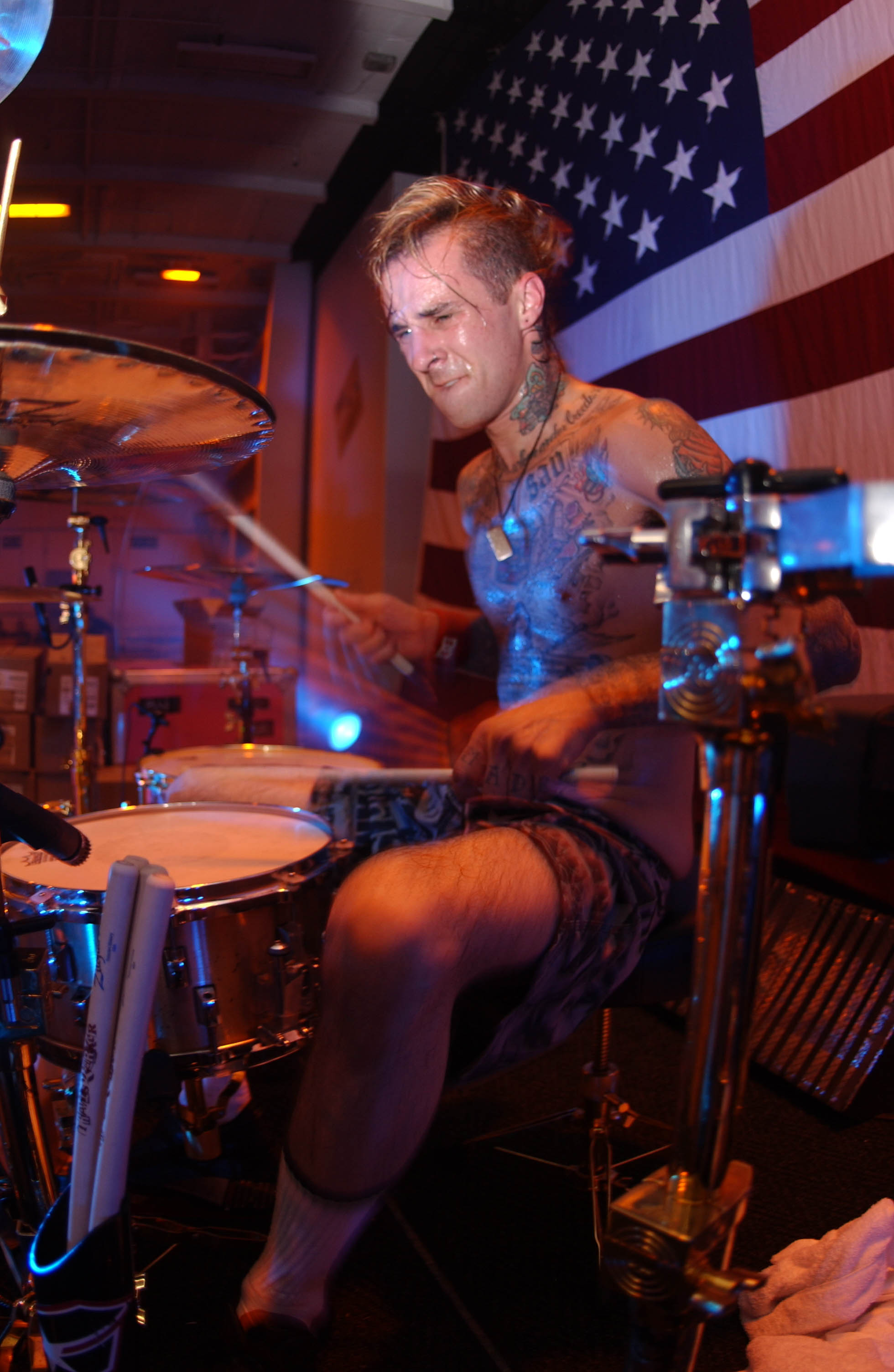
Travis Barker en concert avec Blink-182.

Dans la nuit du 19 au 20 septembre 2008, le jet privé de Travis Barker s'écrase peu après son envol de l'aéroport de Columbia en Caroline du Sud. D'après un rapport de l'agence de sécurité aéroportuaire FAA, des aiguilleurs du ciel auraient remarqué que l'avion projetait des étincelles. C'est alors que le jet s'est écarté de la piste de décollage, a traversé les grillages délimitant l'aéroport, a franchi une route et est parti droit dans une glissière de sécurité, où il a explosé.
Sur les six passagers (pilote et copilote compris), seuls Travis Barker et DJ Am en échappèrent, avec tout de même des brûlures au 2e et 3e degré (sur 1/3 du corps pour Barker, du bas du corps jusqu'aux hanches et au niveau du visage pour DJ Am). Des membres de l'entourage de Barker et Chris Barker, le jeune assistant personnel de Travis (que l'on peut souvent apercevoir dans Meet the Barkers), décèdent dans l'accident.
Selon une théorie, l'éclatement d'une roue du jet serait à l'origine du crash. Barker a poursuivi le constructeur du jet (Learjet) pour dommages-intérêts pour ses traumatismes physiques et psychologiques.
Travis est rapidement à nouveau capable de bouger ses doigts et a ainsi écrit des news à ses fans et à ses amis. En outre, Travis aurait décidé d'interrompre son régime végétarien pour mieux se remettre.
Travis et DJ Am sortent de l'hôpital fin septembre 2008. Peu de temps après, ils apparaissent à Los Angeles pour une représentation à une fête de Nouvel An.
Lors de la 51e cérémonie des Grammy Awards en février 2009, Barker, Delonge et Hoppus apparaissent ensemble sur scène pour la première fois depuis décembre 2004. Barker affirme alors sur scène que le groupe est de retour ensemble ; un message sur le site internet de Blink 182 apparut au même moment pour confirmer la nouvelle et rajouter que le groupe rentre en studio pour un sixième album. Le nouvel album est alors annoncé pour 2011, mais une tournée nord-américaine est annoncée de mai à octobre 2009. Enfin en décembre 2009, Hoppus annonce qu'une tournée européenne se déroulerait à l'été 2010.
En janvier 2010, Travis Barker entre en studio avec la chanteuse Mary J. Blige pour enregistrer une reprise du tube de Led Zeppelin Stairway to Heaven.
En avril 2010, il a été le professeur de batterie de Rihanna.

### Album solo
Début 2010, Travis Barker annonce qu'il enregistre son premier album solo. Selon lui, l'album est un mélange entre punk rock, hip-hop et électro.
L'album Give The Drummer Some sort le 15 mars 2011, de nombreux artistes font leur apparition, notamment Snoop Dogg, The Game, Lil Wayne, Pharrell Williams, Ludacris, Transplants, Slash, Kid Cudi, Cypress Hill, ou encore Corey Taylor.

## Affaires commerciales
Musicien accompli et homme d'affaires averti, Travis Barker diversifie ses activités. Ainsi, en 1999, il fonde Famous Stars and Straps, société spécialisée dans la vente de vêtements et produits dérivés.
En 2004, il participe à la création de LaSalle Records, une société de production musicale. Enfin, il a ouvert le restaurant Wahoo's Fish Tacos à Norco (Californie).
Il a également développé en collaboration avec la société DC Shoes trois paires de chaussures Remix et a distribué son image et son nom pour des produits des marques Orange County Drum and Percussion et Zildjian.

## Vie personnelle

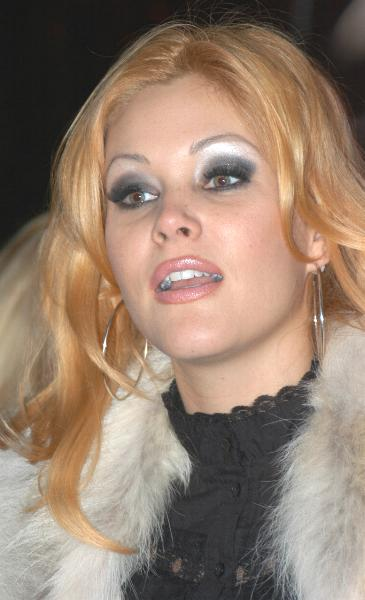
Shanna Moakler, ex-femme de Barker.

Le premier mariage de Travis Barker avec Melissa Kennedy est célébré le 22 septembre 2001. Le divorce est prononcé onze mois plus tard, le 6 août 2002.
Le 30 octobre 2004, Travis épouse Shanna Moakler, Miss États-Unis 1995. La cérémonie de mariage, de style gothique, est inspirée du film The Nightmare Before Christmas de Tim Burton. De ce mariage sont nés deux enfants, Landon Asher (le 9 octobre 2003) et Alabama Luella (le 24 décembre 2005). Le couple ainsi que leurs enfants, dont Atiana née le 24 mars 1999, de l'union précédente de Shanna avec Oscar de la Hoya, apparaissent entre 2005 et 2006 dans une émission de télé réalité diffusée sur MTV et prénommée Meet the Barkers.
Le 8 août 2006, Travis Barker demande le divorce après presque deux ans d'un mariage très médiatique,. Le divorce est suivi sur Internet à travers leurs blogs personnels sur Myspace dans lesquels ils n'hésitent pas à confier leurs sentiments respectifs à ce sujet. Durant cette séparation, Travis Barker est surpris en compagnie de Paris Hilton.
Après l'accident d'avion de Travis Barker, Shanna Moakler reste à ses côtés presque tout le temps durant son hospitalisation. À sa sortie, Travis et Shanna décident de donner une deuxième chance à leur relation, apparaissant notamment ensemble aux Grammy Awards.
Le 1er avril 2009, Barker et Moakler confirment la fin définitive de leur relation à cause d'une dispute dans leur maison californienne qui a nécessité l'intervention de la police. Barker reproche notamment à Moakler d'avoir eu une liaison avec l'acteur Gerard Butler durant son hospitalisation à la suite de son accident d'avion, ce que Moakler conteste.
Il est actuellement en couple avec Kourtney Kardashian, l’aînée du clan Kardashian-Jenner. Le couple serait ensemble depuis fin 2019 mais a officialisé leur idylle le 24 janvier 2021. Il s’est fait tatouer son nom en avril 2021.
Le 18 octobre 2021, ils annoncent sur leurs comptes Instagram respectifs qu'ils se sont fiancés. Dans la nuit du 20 mai 2022, ils se marient en Italie.
Le 16 juin 2023, Kourtney annonce sa grossesse publiquement lors d'un concert donné par Blink-182 à Los Angeles. Elle accouche d'un garçon, prénommé Rocky Thirteen, le 1 novembre 2023.

## Équipement
Batterie: Orange County Drum.
- Grosse caisse : 22" x 22"
- Toms :12" x 9" et 16" x 14"
- Caisse claire : 14" x 7" et 10" x 6"

Cymbales : Zildjian.
- 21" A Sweet Ride Brilliant
- 18" A Custom Projection Crash
- 14" A Custom Mastersound Hi-Hats
- 20" K Crash Ride
- 18" FX Oriental China Trash
- 12" A Custom Splash efx

Peaux : Remo.

## Contributions musicales
- In Search Of... (N.E.R.D) (2001) – batterie sur la chanson Provider
- Elephunk (The Black Eyed Peas) (2003) – batterie sur Rock My Shit
- Try This (Pink) (2003) – batterie sur Unwind
- Trill (by Bun B) (2005) – batterie sur Late Night Creepin
- King (by T.I.) (2006) – coproduction sur You Know Who
- Buck Owens Medley (Buck Owens All Star Tribute) (2006) - Batterie
- Wolves (Idiot Pilot) (2007) – batterie sur Elephant
- The Best Damn Thing (Avril Lavigne) (2007) - Batterie sur I Don't Have to Try / Alone / Runaway et I Can Do Better
- Get Money, Stay True (Paul Wall & Expensive Taste) (2007) – batterie et production sur Slidin' on That Oil
- Hardcore 4 Life (Danny Diablo) (2007) – batterie sur Livin' By The Gun et Jersey White Trash
- The Way It Is (Blestenation) (2007) – batterie
- It's Whateva (The Federation) (2007) – batterie sur Black Rosez
- Dope Boys (Game) (2008) – batterie, production et contributions vocales
- Goodbye (The Centerfolds) (2008) – batterie
- OG'z (Wale) (2008) – batterie
- The G Files (Warren G) (2009) – batterie sur Let's Get High
- Stronger with Each Tear (Mary J. Blige) (2009) –  batterie sur Stairway to Heaven
- Drop the World / Forever (Drake, Lil Wayne & Eminem) (2010) – batterie
- Rebirth (Lil Wayne) (2010) – production sur One Way Trip
- Rockstar 101 (Rihanna feat. Slash) (2010) – batterie dans le clip
- Outta Control (Mams Taylor feat. Jacoby Shaddix) (2010) – batterie et production
- Electric Gigolo (Mickey Avalon) (2010) – batterie sur Fast Life
- Heart of a Champion (Paul Wall) (2010) – batterie et production sur Take Notes, Im'ma Get It, Live It, Not My Friend et Heart Of A Hustler
- 31 Minutes to Takeoff (Mike Posner) (2010) – batterie sur Gone In September
- Passion, Pain & Pleasure (Trey Songz) (2010) – batterie sur Blind
- Piece Of Mind (Eddie Rap Life) (2010) – batterie et production sur Rock N Roll Memorabilia, Invisible Ingredients, Oh Lord et Waitin' For The Moment
- I Am Not a Human Being (Lil Wayne) (2010) – batterie et production sur I Am Not A Human Being
- You Need This Music (Nottz) (2010) – batterie et production sur Intro
- Bad Season (Tech N9ne feat. Krizz Kaliko, Nesto & Tonesha Sanders) (2010) – production sur Hard Liquor
- Femme Fatale (Britney Spears) (2011) - batterie sur Don't Keep Me Waiting
- Boarding Pass Mixtape (Lax Boyz) (2011) - batterie et production sur Eye Of The Tiger
- Haute Living (Swizz Beatz feat. Lil Wayne & Lenny Kravitz) (2011) - batterie sur Rock 'N' Roll
- Success Is Certain (Royce da 5'9") (2011) - batterie sur Legendary
- When Fish Ride Bicycles (The Cool Kids) (2011) -  batterie sur Sour Apples
- 808's (Traxamillion) (2011) - batterie
- Remix de l'hymne de la Ligue majeure de baseball (2011) - batterie
- Check Out My Swag (Young Dro) (2011) - batterie
- Distraction Pieces (Scroobius Pip) (2011) -  batterie sur Introdiction
- Thug Motivation 103: Hustlerz Ambition (Young Jeezy) (2011) - batterie et production sur Talk To Me
- Radioactive (Yelawolf) (2011) - batterie sur Slumerican Shitizen
- Celebrate Life (Skillz) (2011) - batterie sur le remix
- Cyanide Serenade (Bury The Hatchet) (2011) - batterie
- Champagne  (Wiz Khalifa) (2011) - batterie
- Wonderland (Steve Aoki) (2011) -  batterie sur Cudi The Kid
- Napalm (Xzibit) (2012) - batterie sur Napalm
- BlackGirls (Chester French) (2012) - batterie
- Lez Go (Cypress Hill & Rusko) (2012) - batterie
- Sixteen (Jerome Flood II) (2012) - batterie
- Music 4 Tngrs (Chester French) (2012) - batterie sur Female Version
- RICANstruction: The Black Rosary (Chino XI) (2012) - batterie sur Regarding Elizabeth (Save Me)
- Young Gods (2015) (Prayers) - production
- Bad Man (Pitbull) (2016) - batterie
- The Knife (Goldfinger) (Ska Punk) (2017) - batterie
- ? (XXXTentacion) (2018) - batterie sur Pain = BESTFRIEND
- Skins (XXXTentacion) (2018) - batterie sur One Minute
- 11 Minutes (Yungblud feat. Halsey) (2019) - batterie
- I think I'm okay (Machine Gun Kelly (rappeur), Yungblud) (2019) - Batterie
- Falling Down - Travis Barker Remix (Lil Peep & XXXTentacion) (2019) - Batterie
- Jasiah I Am (Jasiah) (2019) - Batterie sur HeartBreak
- Bite Me (Avril Lavigne) (ft. Travis Barker) (2021) - Batterie
- Tongue in Cheek (underscores) (2021) - Batterie

## Filmographie
- American Pie (1999) - Il joue le rôle d'un batteur. Dans le générique de fin, son nom est remplacé par celui de Scott Raynor, ancien batteur du groupe Blink-182.
- The Urethra Chronicles (1999) - Vidéo du groupe Blink-182
- Two Guys, a Girl, and a Pizza Place (1999)
- Jailbait (2000) - Vidéo du groupe Blink-182
- Mad TV (2001) - Dans la parodie "Leave it to Blink-182" avec les autres membres du groupe.
- Riding in Vans with Boys (2002) - Vidéo du groupe Blink-182
- South Park (2002) - Durant l'épisode 709, dans une parodie du groupe Blink-182
- Ride with Funkmaster Flex (2003)
- The Urethra Chronicles II (2003) - Vidéo du groupe Blink-182
- MTV Punk'd (2003) : lui-même
- Les Simpson (2003) - Épisode 300
- Give 'Em the Boot (2005) - Vidéo du groupe Transplants
- Meet the Barkers (2005) - Émission de télé-réalité diffusée jusqu'en 2006.
- Les Experts (2006) - Il joue le rôle d'un "chef" à une soirée de rap organisée dans sa maison.
- Live Freaky Die Freaky (2006) - Il donne sa voix à un des policiers.
- Publicité Boost Mobile (2006)
- MTV Cribs (2007) : lui-même
- The Hard Times Of RJ Berger (2010) : lui-même

## Vidéographie
- 1998 - Super Rad - The Aquabats
- 1999 - All The Small Things - Blink-182
- 1999 - What's My Age Again? - Blink-182
- 2000 - Man Overboard - Blink-182
- 2000 - Adam's Song - Blink-182
- 2001 - First Date - Blink-182
- 2001 - Bad Boys 4 Life - P.Diddy
- 2001 - Provider - N.E.R.D
- 2001 - Stay Together For The Kids - Blink-182
- 2001 - The Rock Show - Blink-182
- 2002 - I Feel So - Box Car Racer
- 2002 - There Is - Box Car Racer
- 2002 - My Friends Over You - New Found Glory (courte apparition)
- 2003 - Feeling This - Blink-182
- 2003 - Back in the Mud - Bubba Sparxxx
- 2003 - Diamonds and Guns - Transplants
- 2003 - D.J. D.J. - Transplants
- 2003 - Violence - Blink-182
- 2003 - Feeling This - Blink-182
- 2003 - Down - Blink-182
- 2003 - What's Your Number - Cypress Hill
- 2003 - Shut Up - Black Eyed Peas
- 2004 - Always - Blink-182
- 2004 - Down - Blink-182
- 2004 - I Miss You - Blink-182
- 2004 - Hey Now - Xzibit
- 2005 - What I Can't Describe - Transplants
- 2005 - Gangsters & Thugs - Transplants
- 2006 - What You Know - T.I.
- 2006 - When Your Heart Stops Beating - +44
- 2006 - God's Gonna Cut You Down - Johnny Cash
- 2006 - Ridin' Rims - Dem Franchize Boyz
- 2006 - Side 2 Side - Three 6 Mafia
- 2006 - Moriss Brown - Outkast
- 2006 - It's OK (One Blood) - The Game (AOL Sessions)
- 2006 - Let's Ride - The Game (AOL Sessions)
- 2006 - Too Much - The Game (AOL Sessions)
- 2006 - Compton - The Game (AOL Sessions)
- 2006 - Baby Come On - +44 (AOL Sessions)
- 2006 - Cliff Diving - +44 (AOL Sessions)
- 2006 - Lycanthrope - +44 (AOL Sessions)
- 2007 - Umbrella - Rihanna
- 2007 - Doe Boy Fresh - Three 6 Mafia feat. Chamillionaire
- 2007 - I'm Throwed - Paul Wall
- 2007 - Crank That (Soulja Boy Tell 'Em) Remix - Travis Barker
- 2007 - 155 - +44
- 2008 - Dope Boys - The Game feat. Travis Barker
- 2008 - Low (Flo Rida feat. T-Pain Remix - Travis Barker
- 2008 - Fix Your Face - TRV$ & DJAM
- 2009 - Day 'n' Nite - Kid Cudi
- 2009 - Rockstar 101 - Rihanna feat. Slash & Travis Barker
- 2010 - Jump Down - Travis Barker feat. The Cool Kids
- 2010 - Carry It - Travis Barker feat. Raekwon, RZA & Tom Morello
- 2011 - Can A Drummer Get Some? - Travis Barker feat. Game, Lil Wayne, Rick Ross & Swizz Beatz
- 2011 - Saturday Night - Travis Barker feat. Transplants & Slash
- 2011 - Misfits - Travis Barker feat. Steve Aoki
- 2011 - Let's Go - Travis Barker feat. Yelawolf, Twista, Busta Rhymes & Lil Jon
- 2011 - Up All Night - Blink-182
- 2011 - Heart's All Gone - Blink-182
- 2011 - Just Chill - Travis Barker feat. Beanie Sigel, Kobe & Bun B
- 2011 - Wishing Well - Blink-182
- 2011 - After Midnight - Blink-182
- 2012 - Cudi The Kid - Steve Aoki feat. Kid Cudi & Travis Barker
- 2012 - Push 'Em - Yelawolf & Travis Barker
- 2013 - Back From the Dead - Skylar Grey ft Big Sean, Travis Barker
- 2014 - Really Don't Care - Demi Lovato ft Cher Lloyd, Travis Barker (drums)
- 2022 - EDGING - Blink-182